# Liste psychotherapeutischer Fach- und Berufsverbände

## Fachverbände

### Psychoanalyse, Tiefenpsychologie
- Deutsche Fachgesellschaft für tiefenpsychologisch fundierte Psychotherapie (DFT)
- Deutsche Gesellschaft für Psychoanalyse, Psychotherapie, Psychosomatik und Tiefenpsychologie e. V. (DGPT)
  - Deutsche Psychoanalytische Gesellschaft (DPG),
  - Deutsche Psychoanalytische Vereinigung (DPV),
  - Deutsche Gesellschaft für Analytische Psychologie (DGAP)
  - Deutsche Gesellschaft für Individualpsychologie (DGIP)
  - Netzwerk Freie Institute für Psychoanalyse und Psychotherapie (NFIP).

### Verhaltenstherapie
- Arbeitsgemeinschaft für Verhaltensmodifikation (AVM)
- Deutsche Gesellschaft für Verhaltenstherapie e. V. (DGVT)
- Deutscher Fachverband für Verhaltenstherapie e. V. (DVT)
- Deutschsprachige Gesellschaft für kontextuelle Verhaltenswissenschaften e. V. (DGKV)

### Humanistische Psychotherapie
- Arbeitsgemeinschaft Humanistische Psychotherapie (AGHPT)
- Deutscher Dachverband Gestalttherapie für approbierte Psychotherapeuten e. V. (DDGAP)
- Deutscher Fachverband für Psychodrama e. V. (DFP)
- Deutsche Gesellschaft für integrative Therapie, Gestalttherapie und Kreativitätsförderung (DGIK)
- Deutsche Gesellschaft für Körperpsychotherapie e. V. (DGK)
- Deutsche Gesellschaft für Logotherapie und Existenzanalyse e. V. (DGLE)
- Deutsche Gesellschaft für Transaktionsanalyse e. V. (DGTA)
- Deutsche Psychologische Gesellschaft für Gesprächspsychotherapie (DPGG)
- Deutsche Vereinigung für Gestalttherapie e. V. (DVG)
- Gesellschaft für Logotherapie und Existenzanalyse in Deutschland e. V. (GLE-D)
- Gesellschaft für wissenschaftliche Gesprächspsychotherapie e. V. (GwG)

### Systemische Psychotherapie
- Deutsche Gesellschaft für Systemische Therapie, Beratung und Familientherapie (DGSF)
- Systemische Gesellschaft (SG)

### Kinder und Jugendliche
- Deutsche Gesellschaft für Kinder- und Jugendpsychiatrie, Psychosomatik und Psychotherapie (DGKJP)
- Bundesarbeitsgemeinschaft der Leitenden Klinikärzte für Kinder- und Jugendpsychiatrie, Psychosomatik und Psychotherapie (BAG)
- Vereinigung Analytischer Kinder- und Jugendlichen-Psychotherapeuten (VAKJP)
- Bundesvereinigung Verhaltenstherapie im Kindes- und Jugendalter Berlin (BVKJ)

### Fremdsprachlich
- Arbeitskreis türkischsprachiger Therapeuten

### Sonstige
- Deutscher Arbeitskreis für Gruppenpsychotherapie und Gruppendynamik (DAGG)
- Gesellschaft für Neuropsychologie (GNP)
- Gesellschaft für Allgemeine und Integrative Psychotherapie (SGIPT)
- Milton Erickson Gesellschaft für Klinische Hypnose (M.E.G.)
- Verband für lesbische, schwule, bisexuelle, trans*, intersexuelle und queere Menschen in der Psychologie e. V. (VLSP)
- Deutsche Gesellschaft für Positive und Transkulturelle Psychotherapie e.V. (DGPP)
- Arbeitsgemeinschaft für Katathymes Bilderleben und imaginative Verfahren in der Psychotherapie (AGKB)

## Berufsverbände

### Deutschland
- Arbeitsgemeinschaft Psychotherapeutischer Fachverbände (AGPF)
- Berufsverband für Kinder- und Jugendpsychiatrie, Psychosomatik und Psychotherapie in Deutschland (BKJPP)
- Bundesverband Psychosomatische Medizin und Ärztliche Psychotherapie (BDPM) e. V.
- Berufsverband der Fachärzte für Psychosomatische Medizin und Psychotherapie Deutschlands (BPM) e. V.
- Berufsverband der Kinder- und Jugendlichenpsychotherapeutinnen und Kinder- und Jugendlichenpsychotherapeuten e. V. (BKJ)
- Berufsverband der Therapeuten für Psychotherapie nach dem Heilpraktikergesetz e. V. (BVP-HeilprG e. V.)
- Bundesverband der Vertragspsychotherapeuten (bvvp) e. V.
- Deutsches Psychotherapeuten Netzwerk (DPNW)
- Deutsche PsychotherapeutenVereinigung e. V. (DPtV)
- Verband Freier Psychotherapeuten, Heilpraktiker für Psychotherapie und Psychologischer Berater (VFP)
- Verband Psychologischer Psychotherapeutinnen und Psychotherapeuten im BDP (VPP)
- Deutsche Gesellschaft für Verhaltenstherapie – Berufsverband Psychosoziale Berufe (DGVT-BV) e. V.

### Schweiz
- Föderation der Schweizer Psychologinnen und Psychologen (FSP) mit entsprechenden Fachverbänden

### Österreich
- Berufsverband Österreichischer Psychologinnen und Psychologen (BÖP)
- Österreichischer Bundesverband für Psychotherapie (ÖBVP)
- Wiener Landesverband für Psychotherapie (WLP)

### Liechtenstein
- Berufsverband der Psychologinnen und Psychologen Liechtensteins (BPL)

## Psychiatrie
- BVDP Berufsverband Deutscher Psychiater e. V.
- Berufsverband der Fachärzte für Psychosomatische Medizin und Psychotherapie Deutschlands (BPM) e. V.
- Bundesarbeitsgemeinschaft der Leitenden Klinikärzte für Kinder- und Jugendpsychiatrie, Psychosomatik und Psychotherapie e. V. (BAG)
- Deutsche Gesellschaft für Kinder- und Jugendpsychiatrie, Psychosomatik und Psychotherapie e. V. (dgkjp)
- Österreichische Gesellschaft für Psychiatrie und Psychotherapie

## Europa
- Association of European Physicians for Psychosomatic Medicine (AEPM)
- European Association for Psychotherapy (EAP)
- European Family Therapy Association (EFTA)
- European Association for Bodypsychotherapy (EABP)

## International
- World Council for Psychotherapy (WCP)
- World Psychiatric Association
- Internationale Psychoanalytische Vereinigung (IPV) – englisch: IPA
- International Association for Analytical Psychology (IAAP)
- International Association of Group Psychotherapy (IAGP)
- International Society of Logotherapy and Existential Analysis (GLE International)
- International Union of Psychological Science (IUPsyS)
- Internationale Arbeitsgemeinschaft für Familienforschung und Familientherapie (AGF)
- Internationale Arbeitsgemeinschaft für Gruppenanalyse (IAG)
- Group Analytic Society